# Félix de Mûelenaere
Pour les articles homonymes, voir De Mûelenaere.
Le comte Félix de Mûelenaere (Pittem, Flandre-Occidentale, 5 avril 1793 - 5 août 1862, Pittem) est un homme d'État belge catholique modéré.

## Biographie
Félix Amand de Mûelenaere, né à Pittem, Flandre-Occidentale, le 5 avril 1793 est le fils de Grégoire de Mûelenaere, géomètre-juré et expert, seigneur de Jonkersleen, praticien et de Marie Van Outryve. Il épouse le 8 août 1827 Regina De Knuyt à Bruges.

### Formation
Il est diplômé docteur en droit en 1815 à l'École de droit de Bruxelles, faisant partie de l'Université impériale fondée par Napoléon et établie en 1806 dans le palais de Charles de Lorraine.

### Carrière
Il rejoint dans un premier temps le barreau de Bruges comme avocat. En 1816, il entre au parquet du tribunal de Bruges. Il est ensuite nommé procureur du Roi en 1824 jusqu'en 1829 et est élu par les États provinciaux de Flandre pour siéger au parlement de La Haye. À partir de 1825, il s'oppose à la politique de Guillaume Ier des Pays-Bas, notamment en ce qui concerne le monopole d'État sur l'enseignement voulu par le souverain. En 1829, celui-ci empêche donc sa réélection par des pressions sur les États de Flandre.
En 1830, il est élu au Congrès national par les électeurs de Tielt, puis est nommé en novembre par le gouvernement provisoire gouverneur de Flandre occidentale. Le 23 décembre, il écrit un rapport sur le projet de loi relatif à la Cour des comptes de Belgique et y inclut un brillant historique de cet organisme anciennement basé à Lille.  En juillet 1831, il soutient Joseph Lebeau au Congrès dans son combat pour l'adoption du traité des XVIII articles. Après son adoption, Lebeau le recommande à Léopold Ier au poste de Premier ministre.
Il forme alors un gouvernement unioniste, formé de Jean-Joseph Raikem (catholique) à la Justice, Étienne de Sauvage (libéral) à l'Intérieur, Jacques Coghen (libéral) aux Finances et Amédée de Failly (sans étiquette) à la Guerre. Il prend ses fonctions le 27 juillet 1831.
Peu après la formation de ce gouvernement, le 2 août 1831, les hostilités avec les Pays-Bas reprennent. Dans l'urgence, Joseph Lebeau revient au gouvernement en tant que ministre sans portefeuille, pour démissionner dès la fin des combats.
Le 12 novembre 1831, il est nommé ministre d'État.
À la suite de la défaite belge, la conférence de Londres rédige le traité des XXIV articles. Félix de Mûelenaere se bat au parlement pour la ratification de ce traité, seul garant de la paix. Après le vote, il espère que les grandes puissances forceront Guillaume Ier à ratifier le traité. Le roi, qui ne croit pas à ce scénario, envoie le général Albert Goblet à Londres pour l'infirmer. En octobre 1832, Félix de Mûelenaere remet sa démission au roi, probablement vexé par ce procédé.
Il est, en 1836, sollicité pour le poste de ministre des Affaires étrangères dans le gouvernement de Barthélémy de Theux de Meylandt, mais il renonce. Il est chargé par Jean-Baptiste Nothomb en 1843, avec Charles Liedts et Adolphe Dechamps, de négocier à Paris un accord d'union douanière avec la France, projet qui est finalement abandonné. Il reste ministre sans portefeuille jusqu'en 1847, tout en restant gouverneur de la province de Flandre-Occidentale, poste qu'il abandonne en février 1849.
Il est ensuite élu député de Tielt et le reste jusqu'à sa mort d'une attaque d'apoplexie le 5 août 1862 à Pittem. Il est inhumé à Koolkerke.

## Distinctions
- Officier de l'ordre de Léopold.
- Croix de fer (Belgique).
- Chevalier de l'ordre du Lion Belgique (Pays-Bas).
- Grand officier de la Légion d'honneur.
- Grand-croix de l'ordre de Charles III.
- Grand-croix de l'ordre de la branche Ernestine de Saxe.
- Grand-croix de l'ordre de l'Immaculée Conception de Vila Viçosa (Portugal).